# Anatole Paul Ray
Pour les articles homonymes, voir Ray.
Anatole Paul Ray, né le 2 juillet 1825 à Paris et mort le 11 juin 1899 au Pecq, est un peintre français.

## Biographie
Anatole Paul Ray est le fils de Pierre Joseph Ray (1799-1880), et d'Anna Adélaïde Elleda Herbault Despavaux, plumassiers.
Élève de Thomas Couture, de Léon Cogniet et de Jean-Baptiste Camille Corot, il expose au Salon de 1850 à 1878.
En 1864, il épouse Émilie Cerf (1831-1883), élève de Corot également. Le couple donnera naissance à deux fils.
Il s'installe en 1865 au Pecq, où il devient maire de 1873 à 1883.
Il meurt à l'âge de 73 ans au Pecq.

## Participation aux Salons parisiens
- Portrait de M. V. R., au Salon de 1850
- Portrait de M. P. R., au Salon de 1850
- Portrait de Mme F. B., au Salon de 1853
- Fruits, au Salon de 1853
- Portrait de M. R., au Salon de 1859
- Portrait de M. E. R…, au Salon de 1861
- Portrait de M. *, au Salon de 1864
- Souvenir des environs de Naples, au Salon de 1864
- Les orphelins, au Salon de 1865
- Portrait de Mme *, au Salon de 1865
- Le retour de la prairie, au Salon de 1866
- Jeune marchande de violettes, au Salon de 1870
- Portrait de M. Pillot, au Salon de 1868
- Portrait de Mme Pillot, au Salon de 1868
- Portrait d’enfant, au Salon de 1869
- Portrait de femme, au Salon de 1869
- Portrait d’enfant, au Salon de 1870
- Portrait d’enfant, au Salon de 1878